# Kapibara mała
Kapibara mała (Hydrochoerus isthmius) – gatunek gryzonia z rodziny kawiowatych (Caviidae). Wyodrębniony do rangi gatunku z H. hydrocharis. Występuje od Panamy do zachodniej Wenezueli i zachodniej Kolumbii. Zamieszkuje bagna, ujścia rzek, wzdłuż rzek i strumieni. W zależności od siedliska występuje w grupach lub pojedynczo. Prowadzi dzienny lub nocny tryb życia, który zależy od pożywienia lub pór roku. Ciąża u samic trwa około 120 dni, po którym rodzi się 1–7 młodych (średnio 3,5). Kariotyp wynosi 2n=64 and FN=104. W Czerwonej księdze gatunków zagrożonych Międzynarodowej Unii Ochrony Przyrody i Jej Zasobów został zaliczony do kategorii DD (brak danych). Gatunek ten jest powszechny w Panamie oraz rzadki w Wenezueli. Stan populacji w Kolumbii nieznany. Zagrożeniami dla tego ssaka jest wylesianie i ekspansja rolnictwa. W Kolumbii intensywnie poławiany jak również jest niszczony habitat tego gryzonia, poprzez osuszanie bagien w ujściu rzeki Magdalena.